# Ptychogonimus
Ptychogonimus är ett släkte av plattmaskar. Ptychogonimus ingår i familjen Ptychogonimidae.
Ptychogonimus är enda släktet i familjen Ptychogonimidae.
Kladogram enligt Catalogue of Life:
| Ptychogonimus | \| \| Ptychogonimus fontanus \| \| \| \| \| \| Ptychogonimus megastomus \| \| \| \| |
|               | \| \| Ptychogonimus fontanus \| \| \| \| \| \| Ptychogonimus megastomus \| \| \| \| |
|               | Ptychogonimus fontanus                                                              |
|               |                                                                                     |
|               | Ptychogonimus megastomus                                                            |
|               |                                                                                     |